# Campotenesei csata
A campotenesei csata 1806. március 10-én zajlott le a Jean Reynier  vezette II. francia hadtest és a Roger de Damas parancsnoksága alatt álló Nápolyi Királyság hadereje között és francia győzelemmel ért véget. Miután  IV. Ferdinánd nápolyi király csatlakozott a harmadik koalícióhoz, és Napóleon vereséget mért a szövetség erőire az austerlitzi csata során, elhatározta, hogy a dél-itáliai Bourbon-uralomnak véget vet. Bátyját, Josephet kikiáltotta a Nápolyi Királyság királyának, 1806 februárjában a francia csapatok benyomultak a királyság területére. A csatára Calabria északi részén, a kis hegyi falu, Campotenese térségében került sor.

## Előzmények
IV. Ferdinánd, a nápolyi kettős királyság uralkodója úgy döntött, hogy csatlakozik a Napóleon elleni harmadik koalíció erőihez. Az austerlitzi csata után, a francia császár úgy döntött, hogy véget vet a Bourbonok dél-itáliai uralmának. Napóleon a bátyját, Josephet emelte a nápolyi trónra. A franciák 1806 februárjában azonnal megindították a támadást a Nápolyi Királyság ellen. A nápolyiak február 15-től márciusig kitartottak a Gaetában és Calabriában a franciák ellen, a nápolyi hadsereg elsáncolta magát.
Reynier II. hadteste, amelyhez csatlakozott a lengyel légió két ezrede, egy ezrednyi svájci gyalogság, valamint az olasz és az Etruriai Királyság csapatai, Salerno felől indított támadást és hamar harcérintkezésbe került a nápolyiak felderítő csapataival, akiket szétszórt. A campestrinói hágón való átkelés után a franciák elővédje gyors ütemben nyomult előre a Lagonegro felé vezető úton. Pignatelli bourbon ezredes március 4-én feladta védelmi állásait, 5-én bevetette magát Calanuovóba és csak március 6-án egyesítette erőit Minutolo tábornokkal.
A francia csapatok, miután a Lagonegro körüli hegyekben nem találkoztak nápolyi őrökkel, behatoltak a városba, ahol nagy fejetlenség lett úrrá a nápolyi csapatokon, akik az országút felől várták a francia támadást. Ennek ellenére a Bourbon-tüzérség hatékonynak bizonyult és a franciák közül sokat megöltek, köztük a parancsnokot, Renac századost. Ennek ellenére a támadásban a Bourbon csapatok három ágyút, jelentős mennyiségű ellátmányt és élelmiszert vesztettek, számos katona a franciák fogságába esett. A maradék előbb Lauria, majd Castelluccio felé vonult vissza, ahol egyesültek Pasquale de Tschud ezredes csapataival.

## A csata
Castellucióból a nápolyi csapatok március 8-án visszavonultak San Martino völgyén keresztül a Campotenese előtt fekvő síkságra, ahol Pasquale de Tschudy és Ricci ezredesek irányítása alatt védelmi állásokat kezdtek kiépíteni a síkságon. A frontvonal jobb szárnyát, a hegyek lábánál, Tschudy irányította, a középső rész közvetlenül Damas parancsnoksága alatt állt, míg a jobbszárny parancsnoka Ricci volt. Azonban a balszárny vége és a hegyek lába között kb. 1,5 km széles rés maradt. A Pinedo ezredes parancsnoksága alatt álló lovasság a vonal mögött vett fel állásokat. Ebben a helyzetben maradtak másnap, március 9-én is. 
Az időjárás igen kedvezőtlen volt, finom porhó esett és a látótávolság igen rövid volt. A nápolyi katonák fáradtak, éhesek voltak és fáztak, olyan hideg volt, hogy a lovak is alig bírtak lábra állni. Mivel az erősítésül várt csapatok nem jelentek meg, Damas azon a véleményen volt, hogy kiüríti a campotenesei állásait és a hegyeken át Castrovillari felé vonul vissza. Azonban az elhatározást nem követte azonnal cselekedet, és amíg Damas a döntését fontolgatta, a francia főerők megtámadták és visszavonulásra kényszerítették a San Martino-völgy bejáratát őrző gránátos ezredet. A visszavonuló olaszokat a franciák olyan szorosan követték, hogy lényegében fedezékben tudtak előrenyomulni és március 9-én dél körül elárasztották a campotenesei völgyet. A franciák támadást indítottak a gyenge olasz balszárny ellen. Az olasz tartalék is harcba szállt. A jobbszárnyon a francia 42. ezred megtámadta az olasz Principessa és Sanniti ezredek állásait és rövid ellenállás után az olaszok megtörtek, a katonák menekülni kezdtek. Reynier ekkor fő erőit a nápolyi vonal közepe ellen indította támadásba, de nem sok eredménnyel.
Damas, látva hogy a franciák már kezdik megszállni a környező magaslatokat, elrendelte a visszavonulást, de a francia 42. ezred, akik visszaszorították Compere tábornok katonáit, elérte az egyetlen utat, amely Campotenese faluból Morano felé vezetett és elvágták a visszavonulás útját. A Bourbon csapatokat elölről a 42. ezred, hátulról a francia fő erők szorongatták és az egyetlen lehetséges kiutat a Campotenese körüli hegyek jelentették. A mozgékonyabb katonák, köztük a lovasság, a kisebb utak, ösvények segítségével át tudott kelni a hegyeken Morano felé, mielőtt a franciák minden útvonalat lezártak.

## A visszavonulás
Damas korábban már sikeresen hajtott végre visszavonulást francia támadással szemben: 1799-ben Rómától Orbetello felé, majd 1801-ben Sienától Rómához. Ebben az esetben viszont túlságosan sokáig várt ki, és teljesen megmagyarázhatatlan módon nem hagyott elegendő katonát a San Martino völgybe vezető szurdok védelmére, ahol megfelelő olasz erők igen sokáig sikeresen fel tudták volna tartóztatni a franciákat. Arra mindenesetre elegendő lett volna, hogy jelentős veszteségeket okozzon a franciáknak, miközben csapatait sikeresen kivonja a campotenesei völgyből. Damas olyan taktikai hibát követett el, amely az egyszerű Bourbon-katonák számára is nyilvánvaló volt és amikor a franciák megjelentek a völgyben, sokan kezdtek árulásról suttogni, ez pedig egyenes úton vezetett ahhoz, hogy a nápolyi csapatok elvesztették harci kedvüket.
A csatavesztés hírére a Bourbon-csapatok maradványai, von Rosenheim parancsnoksága alatt, azonnal megkezdték visszavonulásukat Szicíliába, anélkül, hogy megvárták volna a Campotenese alól visszavonuló túlélőket. Az éhező, kimerült, rosszul öltözött, a késői hidegtől szenvedő Bourbon-katonákat március 19-én hajózták be és Messina városba szállították.
A vereség következtében a franciák teljesen ellenőrzésük alá tudták vonni a Nápolyi Királyság szárazföldi részét.

## Következmények
Egy nappal a csata után Joseph Bonaparte elfoglalta a trónt, mint új nápolyi király. Dél-Itália francia bábállam lett, az eredeti királyságból csak Szicília maradt.

## Fordítás
- Ez a szócikk részben vagy egészben  a   Battaglia di Campotenese című olasz Wikipédia-szócikk fordításán alapul.  Az eredeti cikk szerkesztőit annak laptörténete sorolja fel. Ez a jelzés csupán a megfogalmazás eredetét és a szerzői jogokat jelzi, nem szolgál a cikkben szereplő információk forrásmegjelöléseként.